# Laffly LC2 Sahara
Der Laffly LC 2 Sahara ist ein zweiachsiger Lastkraftwagen des französischen Herstellers Laffly, der 1930 gebaut wurde.

## Beschreibung

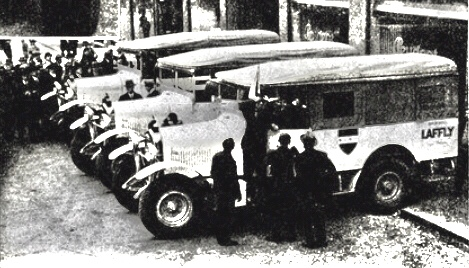
Laffly LC2 alle drei Typ Sahara auf der Champs-Elysées in Paris am 7. November 1930

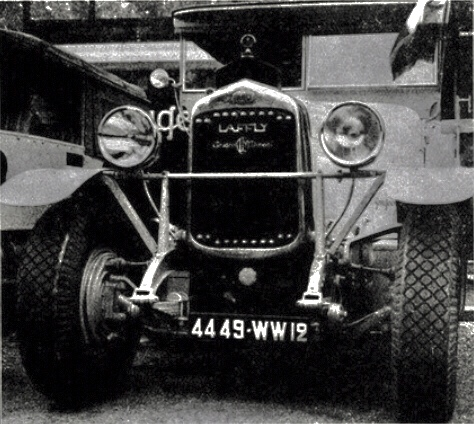
Laffly LC2 Frontansicht Type Sahara am 7. November 1930

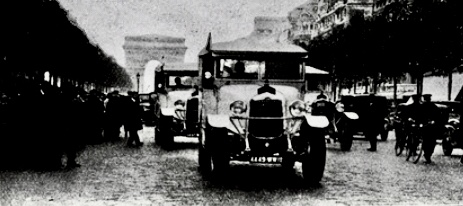
Laffly LC2 Type Sahara am 7. November 1930 vor dem Arc de Triomphe

Der Laffly LC 2 wurde, um die Anforderungen als „Wüstenfrachter“ zu erfüllen, mit einem Dieselmotor der Peugeot-Tochter LCM ausgestattet. Der Leiter einer Sahara-Expedition, Kommandant Hernard Le Pontois, veranlasste den Umbau vom standardmäßigen Ottomotor des LC 2 auf den 40-PS-Dieselmotor Typ 2 PJ 80 der Compagnie Lilloise des Moteurs (LCM) aus Levallois-Perret. Der 2 PJ 80 war ein Zweizylinder-Zweitakt-Diesel-Gegenkolbenmotor mit einem Hubraum von 3016 cm³ mit 80 mm Bohrung und 300 mm Hub.
Am 7. November 1930 wurden die drei „Frachtschiffe der Wüste“ auf dem Champs-Elysées präsentiert, die für die historische Reise durch die Sahara bestimmt waren. Das erste Auto erhielt den Namen von Marschall Lyautey, das zweite von René Estienne und das dritte den von R. P. Ch. de Foucault, alles Teilnehmer der Expedition.
Dank ihres Motors, der mit Gasöl (Diesel) betrieben wird, war der Aktionsradius dieser Fahrzeuge durch den geringeren Verbrauch deutlich größer als mit benzinbetriebenen. Der Verbrauch lag zwischen 13 und 18 Liter Kraftstoff pro 100 Kilometer. Da Gasöl nicht verdampft wie Benzin, empfand man den neuen Kraftstoff bei Lastwagen als Sicherheitsbrennstoff „par excellence“ für heiße Länder.
Die Autos waren so konstruiert, dass sie von Algier nach Niger fahren konnten, ohne große Vorräte durch Kamelkarawanen vorzubereiten.
Neben wissenschaftlichen Instrumenten, Vorräten und dem Camp hatten sie eine Besatzung von 6 Personen und eine Mindestladung von 1500 Kilogramm zu transportieren.
Das Lafiy-Chassis, ein spezieller Sahara-Typ, mit Mehrscheiben-Kupplung, 8-Gang-Getriebe, maximaler Untersetzung von 1 : 16, ermöglichte es, auch schwieriges Gelände im Kriechgang zu erklimmen.
Besondere geländegängige Reifen von Michelin in der Größe 270 × 20 erlaubten eine Ladung von 3.800 Kilogramm pro Achse.
- Die Metallkarosserien wurden von dem Karosseriebauer R.David[2] unter der Verwendung von vielen Aluminiumbauteilen aufgebaut.
- Das Fahrwerk hatte Roumens-Stoßdämpfer.

Expeditionsziele:
- Nachweis, dass die Durchquerungen der Sahara mit geeigneter Ausrüstung möglich ist
- trigonometrische und geodätische Vermessungen, insbesondere in Teselest, Amadror und Tassilis, auch mithilfe der an der Expedition beteiligten Flugzeuge
- Durchführung von methodischen Ausgrabungen in Nordafrika zum Kenntnisgewinn der Vorgeschichte[3][4]